# 洛烏赫斯科耶湖

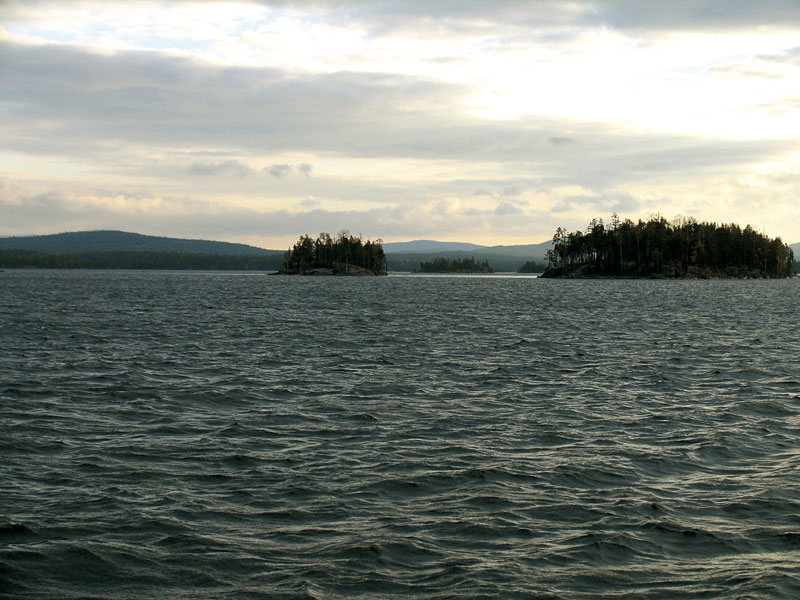

66°10′N 33°20′E / 66.167°N 33.333°E
洛烏赫斯科耶湖（俄语：Лоухское озеро），是俄羅斯的湖泊，位於該國西北部，由卡累利阿共和國負責管轄，長26公里、寬8公里，面積57.9平方公里，海拔高度54.5米，集水區面積548平方公里。